# Templul Daci'en
Templul Daci'en este un templu budist din orașul Xi'an, provincia Shaanxi, China. Acesta este unul dintre cele mai importante temple din oraș și este cunoscut pentru Pagoda Marii Gâște Sălbatice.

## Istorie și arhitectură
Templul a fost construit pentru prima dată în anul 589 de către împăratul Yang Jian (581-604), cunoscut și sub numele de Împăratul Wen al dinastiei Sui. În timpul dinastiei Tang (618-907), templul a devenit unul dintre cele mai importante complexe monahale din capitala imperială Chang'an (numele vechi al orașului Xi'an). Inițial, locașul s-a numit Templul Wulou, dar după ce a fost reconstruit în anul 648 
de către Li Zhi (împăratul Gaozong al dinastiei Tang) în memoria mamei sale recent decedate, templul a primit numele de Daci'en, însemnând Amintirea iubirii mamei sale.
Templul a fost în continuare renovat și extins în timpul dinastiei Tang, mai ales sub patronajul celebrului călugăr Xuanzang (602-664). Acesta a întreprins un pelerinaj până în India cu scopul de a aduce sūtrele, scrierile sfinte ale budismului. El și-a petrecut restul vieții traducându-le din limba sanscrită în limba chineză, mare parte din activitatea sa având loc la acest templu.
În prezent, templul cuprinde un complex mare de clădiri cu diferite funcții. Printre aceste clădiri se numără: Sala lui Mahavira sau Sala Principală, Sala Predicii, Sala lui Xuanzang și Pagoda Marii Gâște Sălbatice.

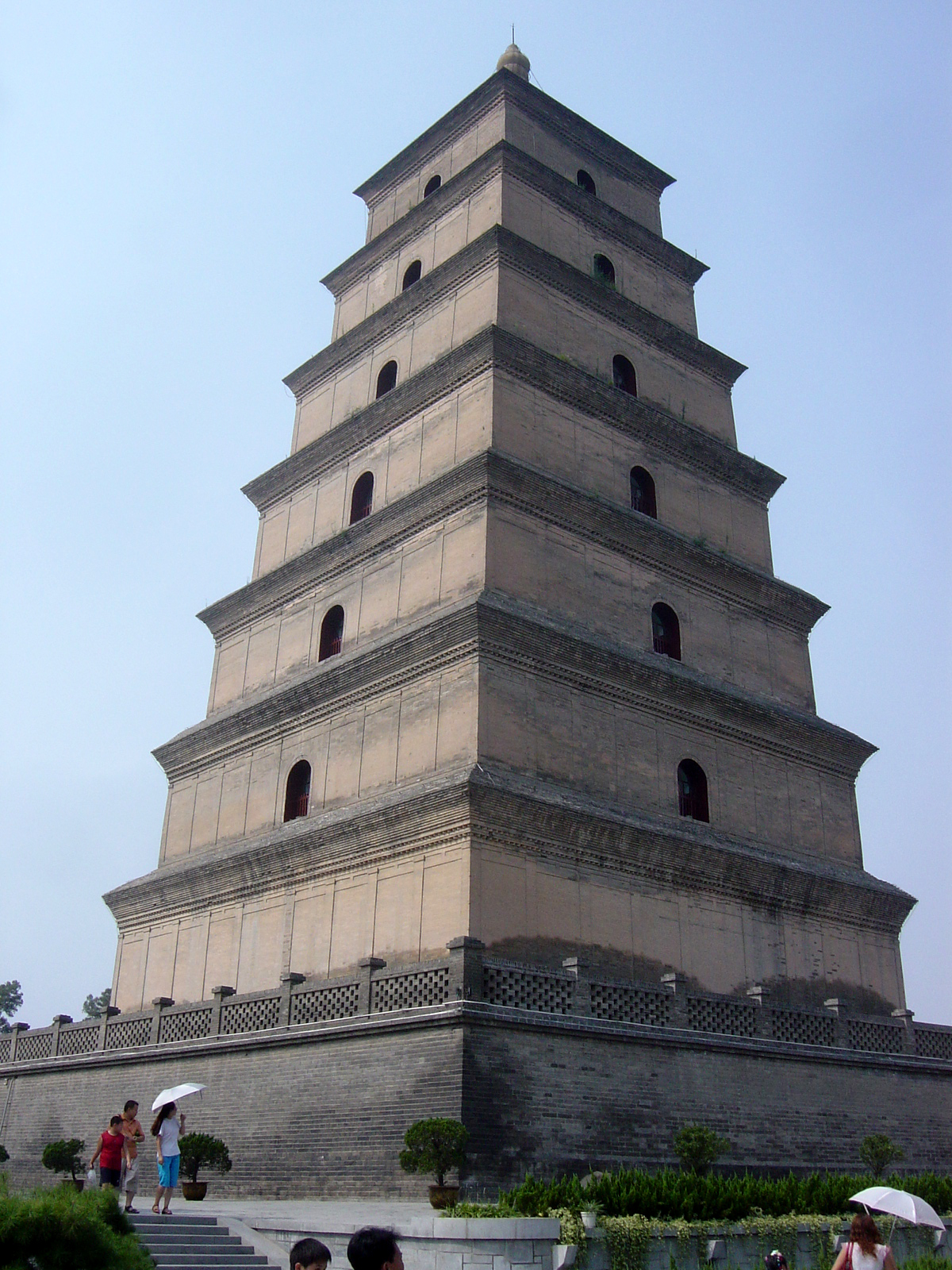
Pagoda Marii Gâște Sălbatice.

## Pagoda Marii Gâște Sălbatice
Pagoda a fost construită în anul 652 de către împăratul Gaozong (649-683). Acesta l-a desemnat pe călugărul Xuanzang drept stareț al templului și supraveghetor al lucrărilor de construcție a pagodei. Scopul ei a fost păstrarea relicvelor și scrierilor sacre aduse de Xuanzang din India. Inițial aceasta avea cinci etaje și 54 de metri înălțime. La câțiva ani însă, clădirea s-a prăbușit din cauza unui cutremur.
În anul 704, împărăteasa Wu Zetian, cunoscută pentru pioșenia ei și pentru promovarea budismului, a ordonat reconstruirea pagodei, extinzând-o la zece etaje. Cu toate acestea, în urma marelui cutremur din anul 1556, trei dintre etaje s-au dărâmat, pagoda ajungând la forma ei actuală cu șapte etaje. A fost renovată în timpul dinastiei Ming (1368-1644) și în anul 1964. În prezent, pagoda are șapte etaje și 64 de metri înălțime fiind cea mai importantă atracție a templului.
Numele de Pagoda Marii Gâște Sălbatice vine de la o veche legendă budistă chineză. Pe timpul când consumul cărnii era un subiect tabu printre budiști, un grup de călugări nu au găsit carne pentru a cumpăra. Deasupra lor zbura un stol de gâște sălbatice iar unul dintre călugări a zis: Astăzi nu avem carne. Sper că milostivul Bodhisattva ne va da. În acel moment, gâsca ce conducea stolul și-a rupt aripile și a căzut pe pământ. Toți călugării au fost uimiți și au considerat că acesta este un semn de la Bodhisattva ca ei să fie mai pioși și mai cumpătați. De atunci ei au încetat să mai mănânce carne și au devenit vegetarieni. De asemena, există o altă pagodă în Xi'an numită Pagoda Micii Gâște Sălbatice ce își trage denumirea de la aceiași poveste.

## Fotogalerie

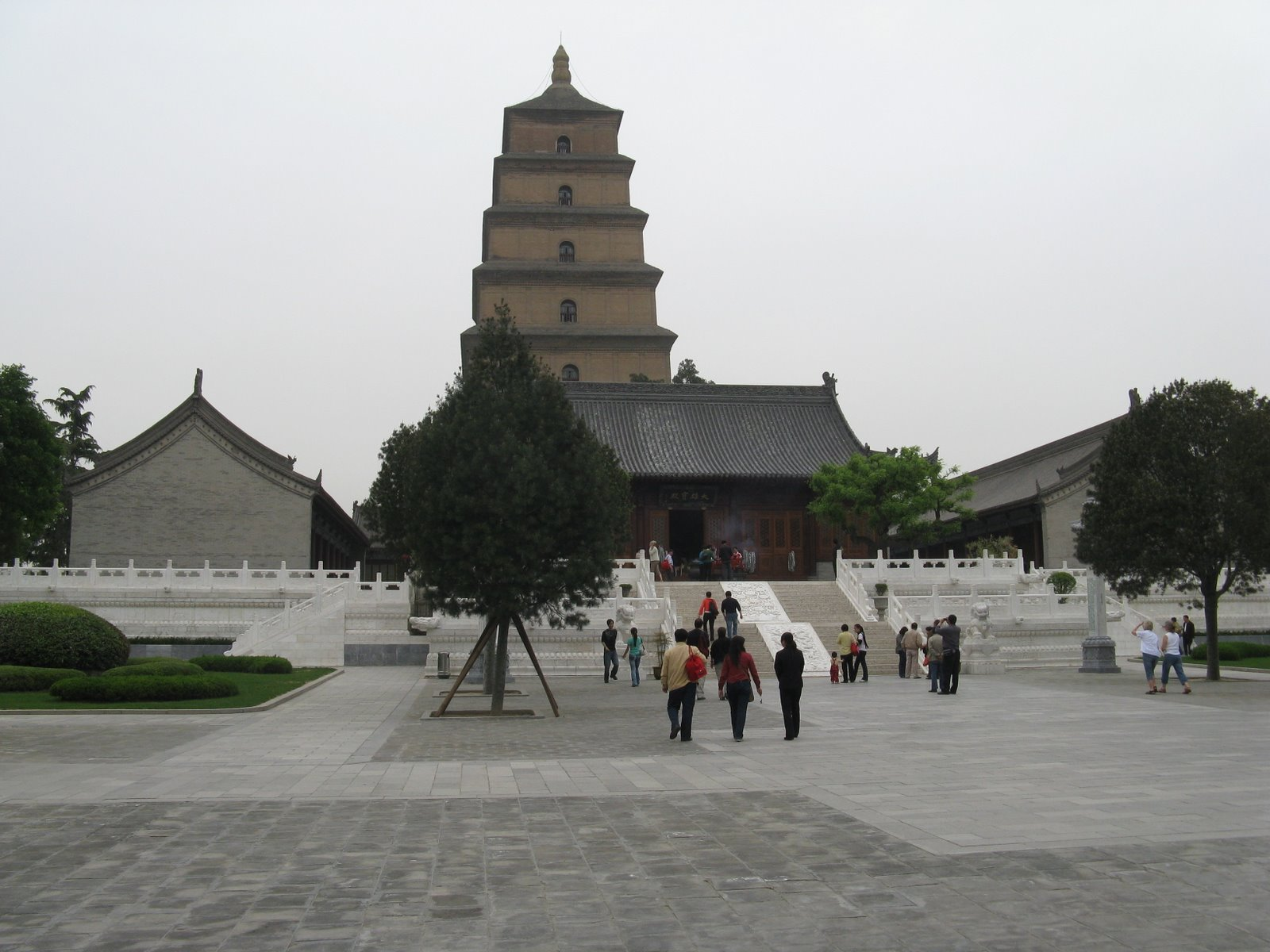
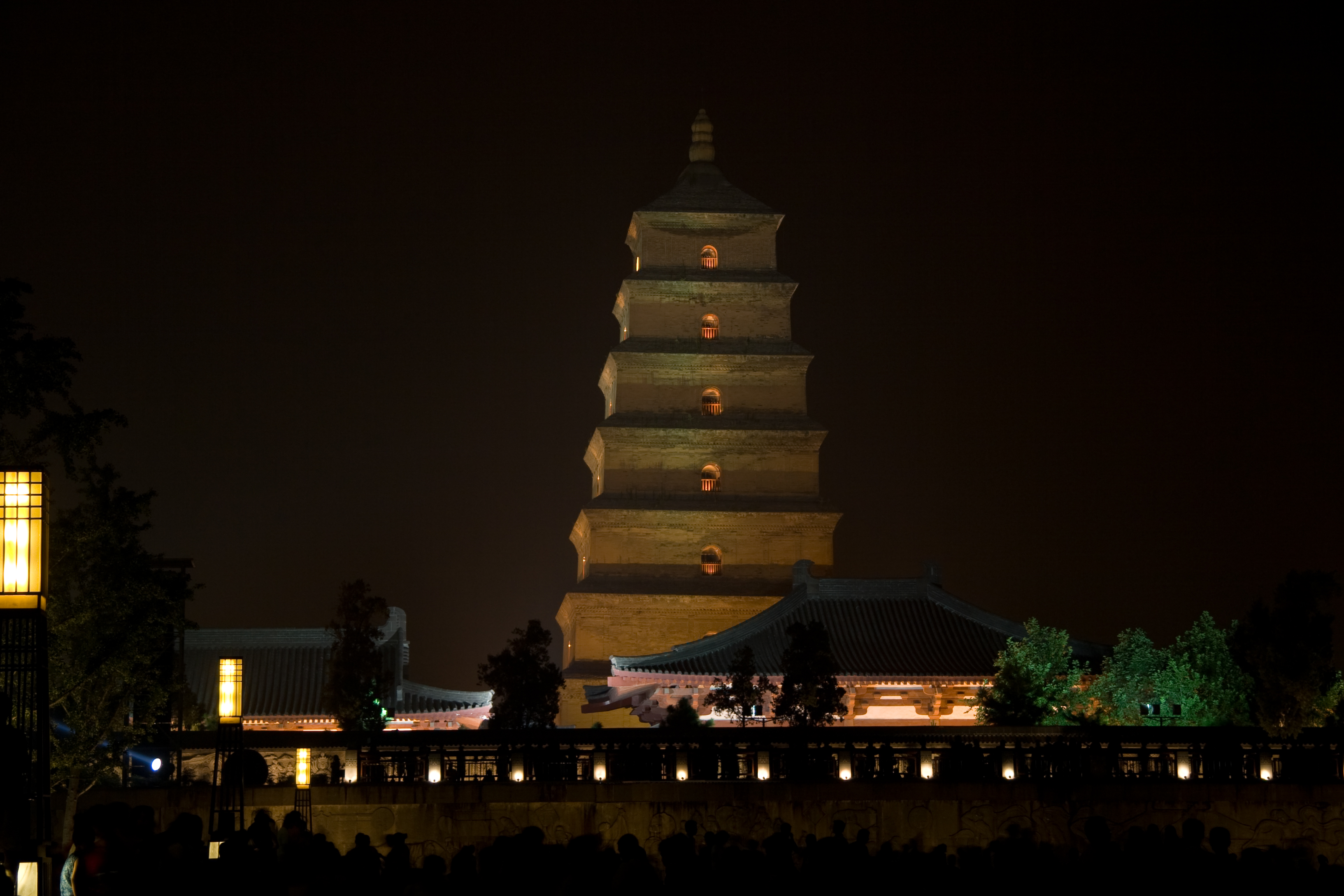
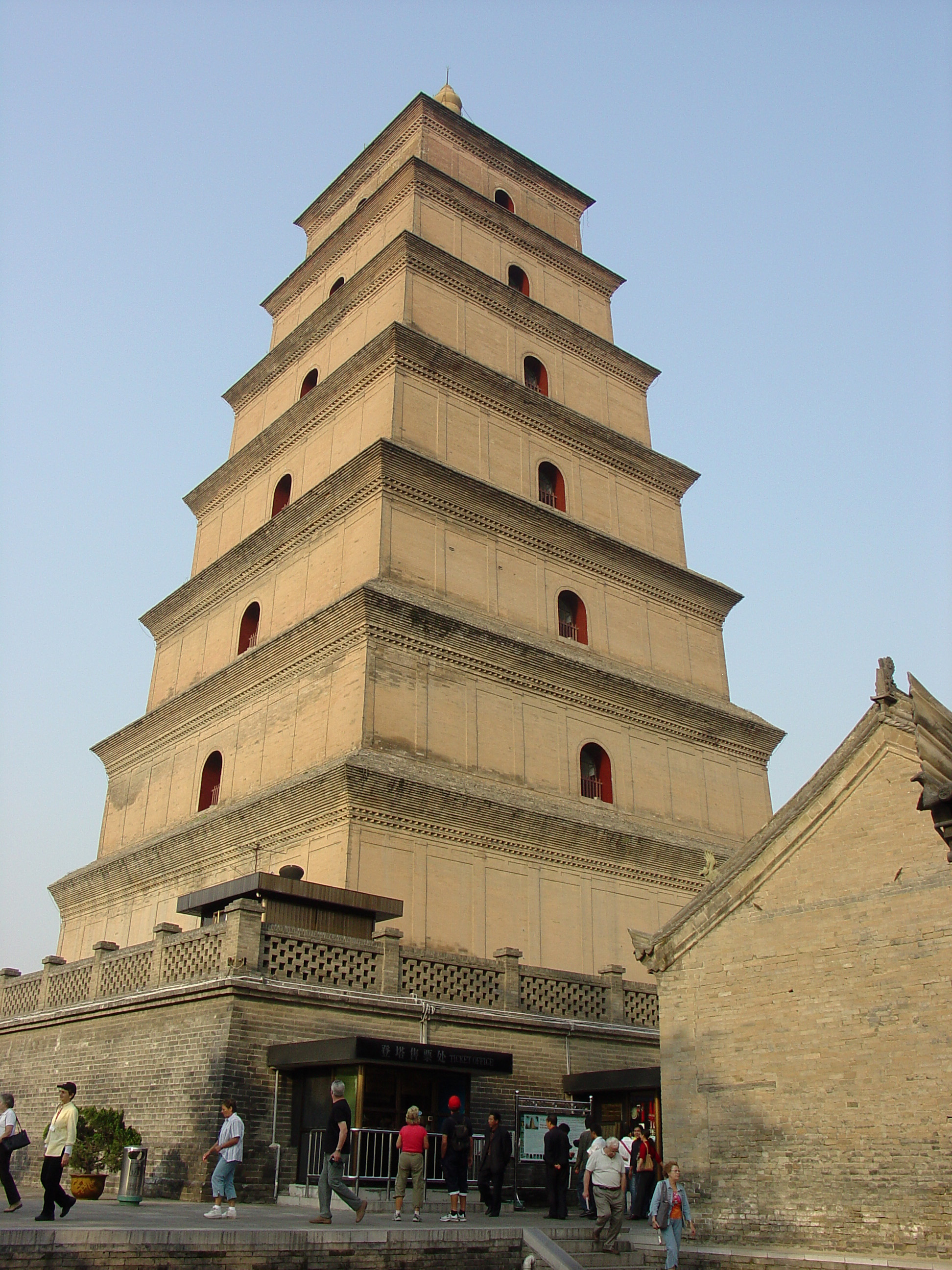
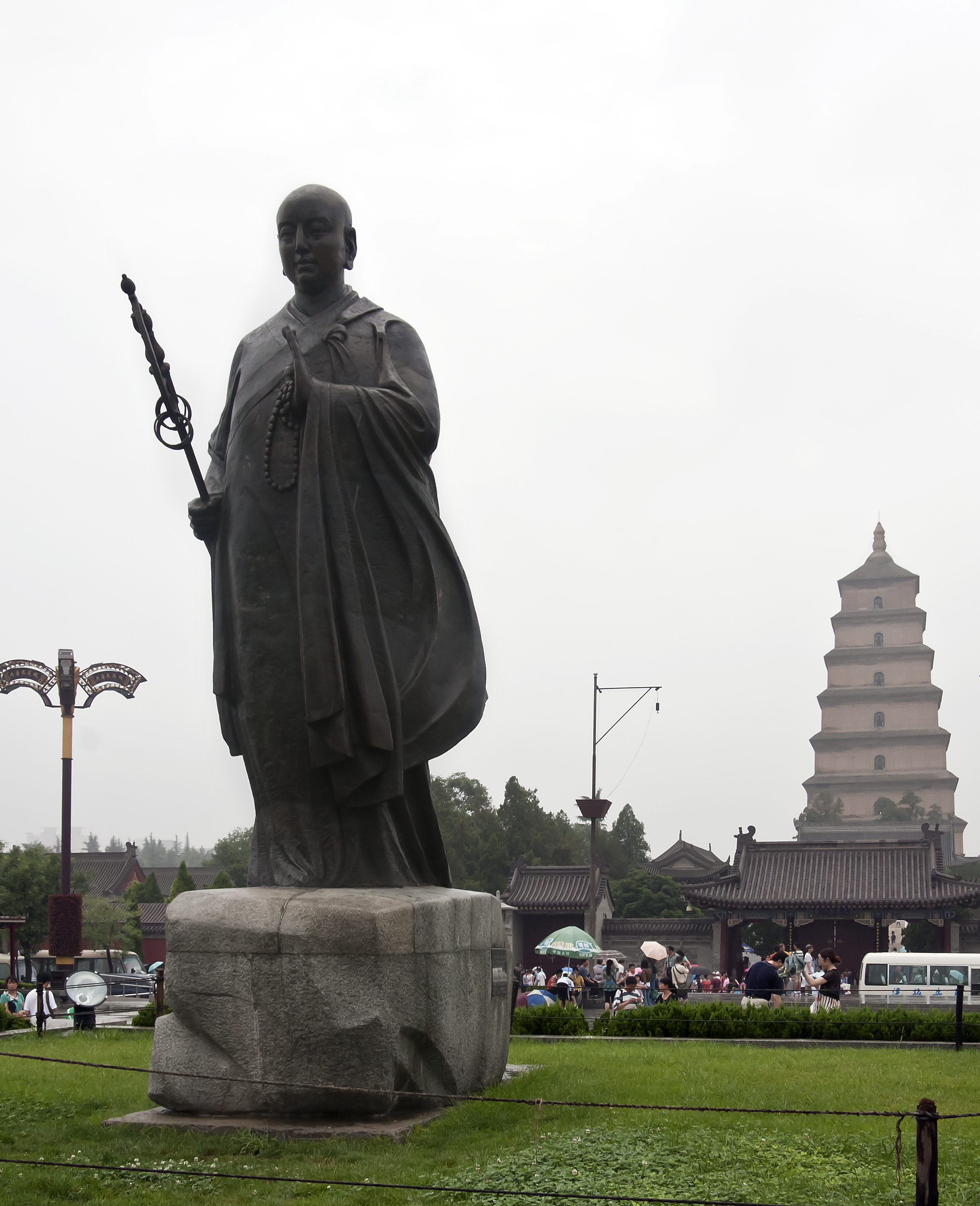
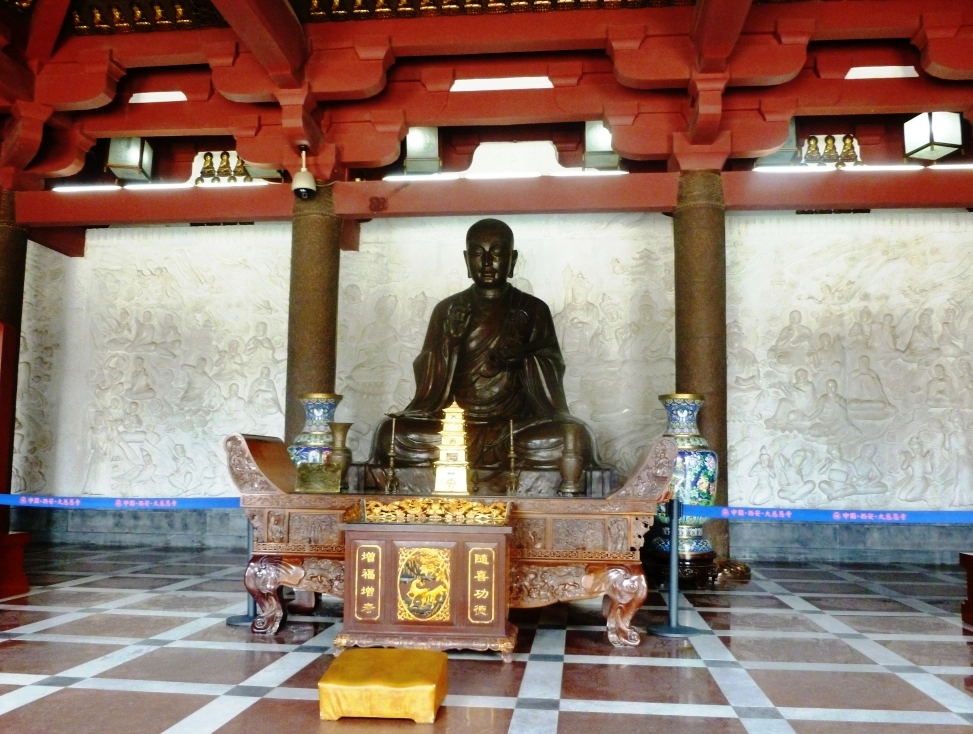
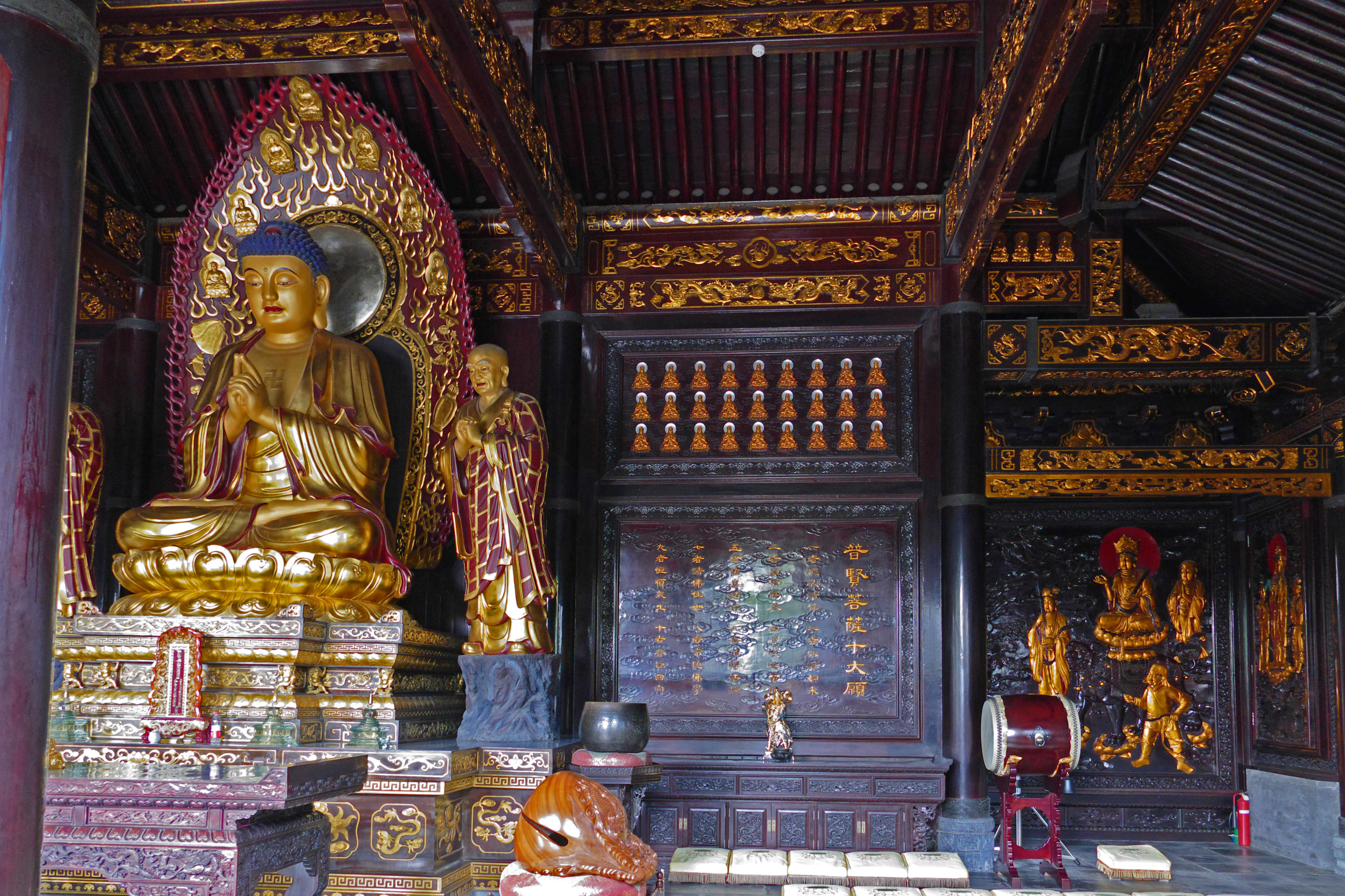
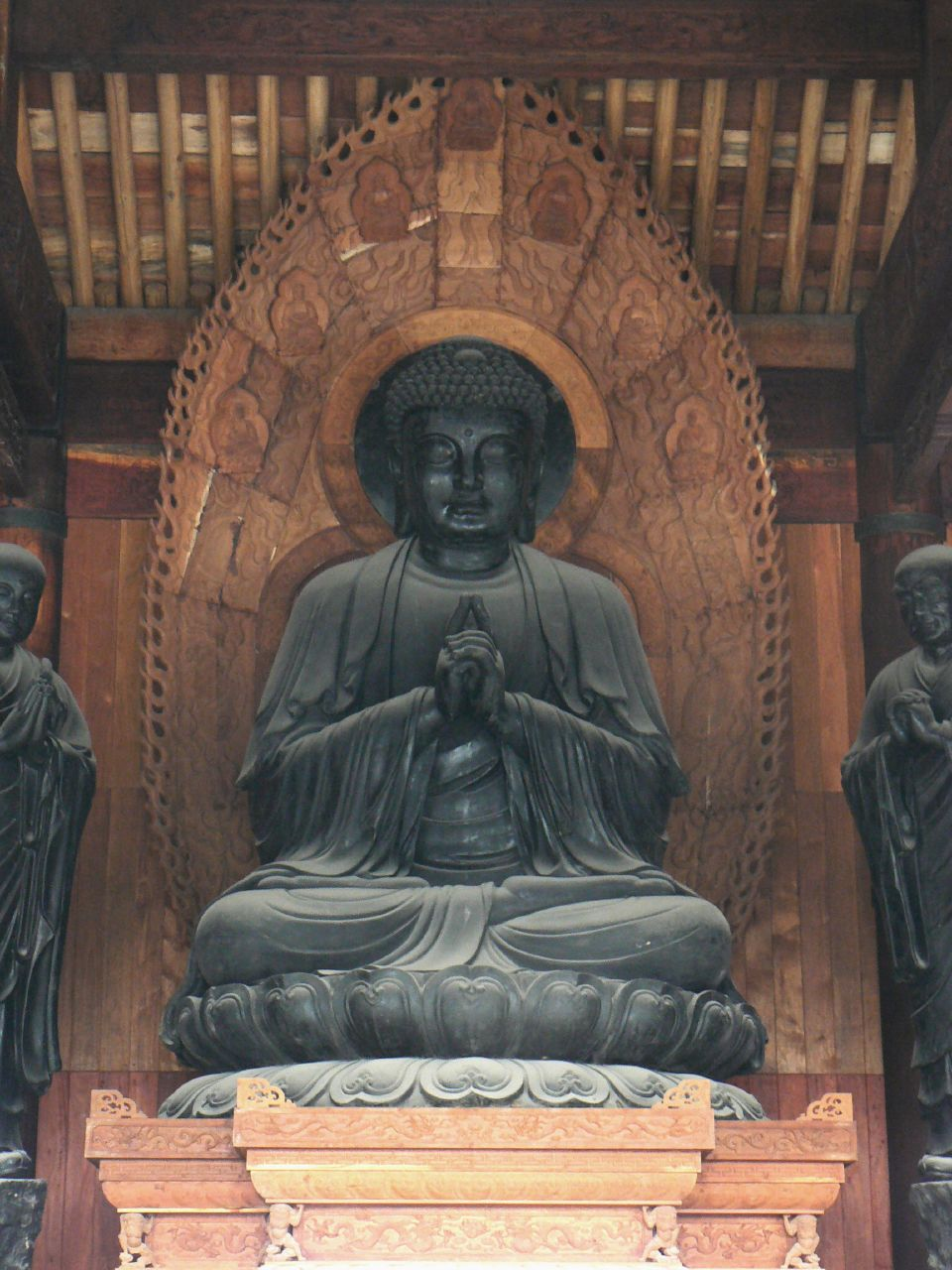